# Michel Hernández
Pour les articles homonymes, voir Hernandez.
Michel Hernández (né le 12 août 1978 à La Havane, Cuba) est un receveur de baseball qui joue en Ligues majeures de 2003 à 2009.

## Carrière
Michel Hernández signe son premier contrat professionnel en 1998 avec les Yankees de New York. Après plus de cinq ans dans les ligues mineures, il dispute sa première partie dans le baseball majeur le 6 septembre 2003 et réussit son premier coup sûr dans les grandes ligues le 26 septembre suivant, à son dernier match pour les Yankees, contre le lanceur Rodrigo Lopez des Orioles de Baltimore. Hernández ne joue que cinq parties au total et n'obtient que quatre présences au bâton pour les Yankees.
Hernández passe plusieurs autres saisons en ligues mineures avec des équipes affiliées aux Phillies de Philadelphie, aux Padres de San Diego, aux Cardinals de Saint-Louis, aux Rays de Tampa Bay et aux Pirates de Pittsburgh, en plus de jouer au baseball indépendant dans la Atlantic League, le tout de 2004 à 2008. Plus de cinq ans après son dernier match joué dans les majeures, il refait surface avec les Rays de Tampa Bay le 13 septembre 2008. Il dispute cinq parties pour les Rays en fin de saison 2008, s'alignant brièvement pour les champions de l'année en Ligue américaine, sans pour autant jouer en séries éliminatoires. En 2009, le receveur prend part à 35 matchs des Rays, frappant dans une moyenne au bâton de ,242 avec 24 coups sûrs, un coup de circuit et récoltant 12 points produits. Il claque son premier coup de circuit au plus haut niveau le 30 avril 2009 contre Josh Beckett des Red Sox de Boston, pour obtenir son premier point produit.
Devenu agent libre, il joue dans les mineures avec un club-école des Orioles de Baltimore en 2010 et 2011 avant de rejoindre en 2011 les Indians de Cleveland, pour qui il joue aussi en ligue mineure. Il signe un nouveau contrat avec les Indians en novembre 2011
La saison suivante, il devient coach défensif en ligue mineure au sein de l'organisation des New York Yankees.